# A Picture Is Worth a 1,000 Bucks
A Picture Is Worth a 1,000 Bucks (titulado Una imagen vale más de 1.000 pavos en España y Una pintura de 1.000 dólares en Hispanoamérica) es el undécimo episodio de la segunda temporada de la serie animada Padre de familia, emitido en Fox el 18 de abril de 2000. El episodio está dirigido por Gavin Dell y escrito por Craig Hoffman. A partir de este episodio, la actriz Mila Kunis remplaza a Lacey Chabert como la voz de Meg Griffin.

## Argumento
Por el día de su cumpleaños, su familia pretende darle una sorpresa a Peter, quien está muy ilusionado, para asegurarse de que no la estropea, conduce el coche con los ojos vendados ante las miradas aterradas de estos. Por fin llegan a un parque de atracciones y minigolf, donde descubre que Lois ha invitado a sus amigos.Con los nervios de la celebración empiezan a causar problemas y el dueño del parque les pide que se marchen. 
Peter entra en depresión cuando descubre que el dueño del parque es un antiguo compañero de instituto al que hacía la vida imposible y empieza a sentirse poco realizado.
Para animar a su padre, Chris, le regala un cuadro hecho por él mismo, el cual es utilizado por Peter para tapar una ventana rota del coche. Casualmente pasa por el lugar un marchante de arte, llamado Antonio Monatti, que se queda impresionado con dicha obra y le ofrece la cifra de 5.000 dólares por la obra.
Peter se lleva a la familia a Nueva York para explotar el talento de su hijo. El marchante comienza proponiendo la realización de un cambio radical en la imagen de Chris, para lo que solicita un cambio en el color de su pelo, escogiendo el color verde para darle un toque más moderno. Además considera que su nombre es demasiado vulgar para la fama y es rebautizado con el nombre de "Christobel".
Para su lanzamiento final a la fama acuerdan el inicio de una relación con, una excesivamente delgada, Kate Moss.
A pesar de todos estos cambios,  Chris empieza a echar de menos la compañía de su padre, pero Monatti le dice que si quiere triunfar debe aprender a olvidarse de él. Peter no puede evitar sentirse traicionado y renuncia a su hijo para centrarse en las habilidades de Meg relacionadas con la imitación del canto de las aves, no obstante, Meg se cansa de que su padre le explote de la misma manera que hacía con Chris y le abandona.
Chris continúa desilusionado por querer ver a su padre, quien asiste a la exposición de su hijo después de que su mujer le hiciera creer que iban a un bar donde las strippers ofrecen tacos gratis. Peter sigue ofuscado hasta que ve que su hijo le ha hecho un homenaje en forma de retrato al más puro estilo Andy Warhol.
Por el contrario, todos los asistentes, incluido Monatti desprecian la obra calificando a Chris de posero.
Antes de volver a Quahog, Chris y Meg se lamentan de no tener ningún talento que su padre pueda explotar. Peter en cambio reconoce que no será ningún famoso, pero que se considera afortunado al tener una familia que le apoya después de todo.
Casualmente, Peter tropieza con otra cara conocida: el diseñador de moda Calvin Klein, el cual está interesado en lanzar una línea para pañales. Tras fijarse en Stewie acuerda con los padres del lactante utilizar su rostro para la marca.
Al final del episodio, Peter se jacta al acordarse de su antiguo compañero diciendo que, aunque él sea el dueño de un parque de atracciones, solo un Griffin tiene "esto" (mientras señala a un enorme cartel publicitario en el que aparece Stewie portando un pañal en el que se puede leer: "Stewie dice: voy a todas partes con mis Calvin$".